# Linfocitos infiltrantes de tumor

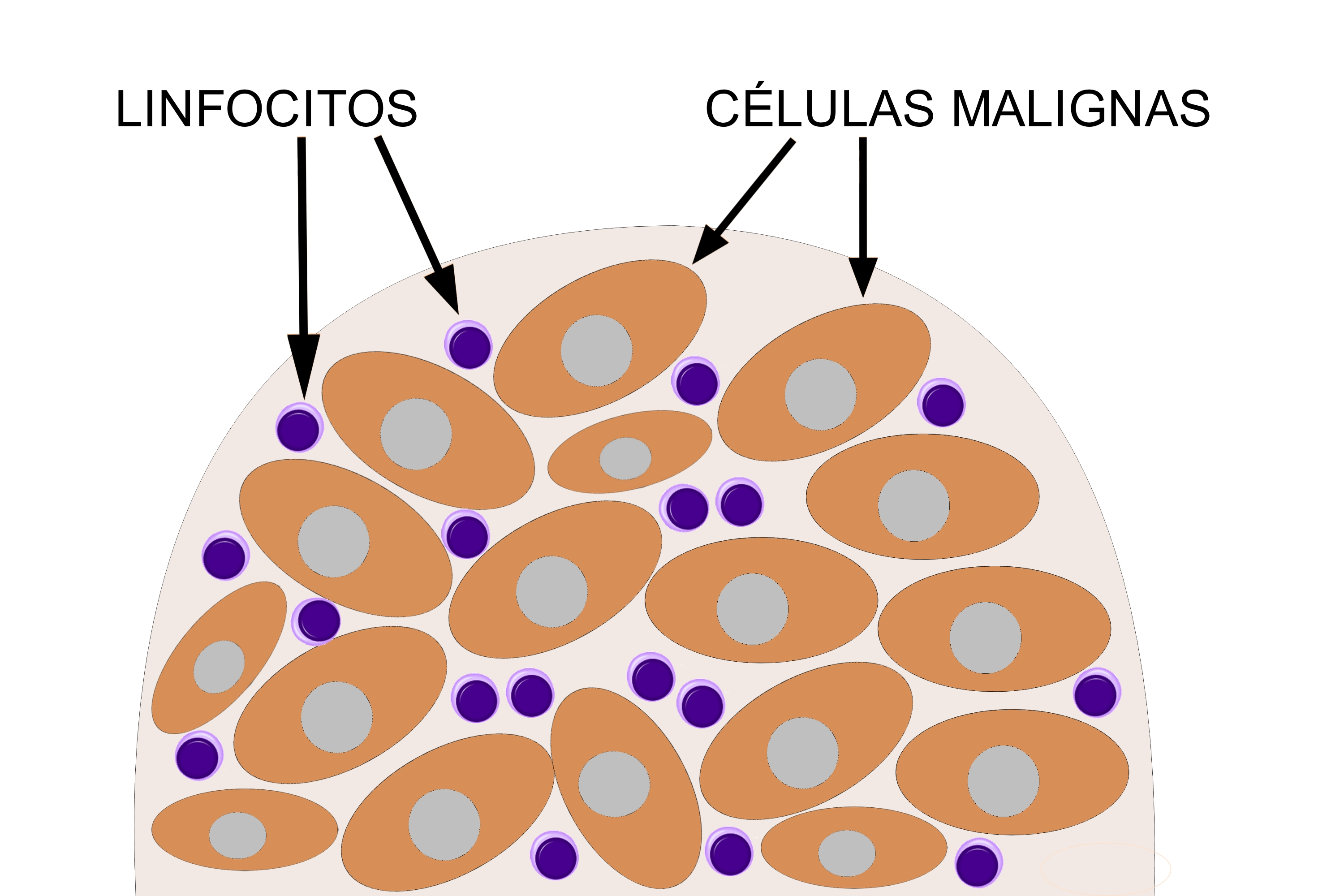
Linfocitos infiltrantes de tumor entre las células malignas de un nódulo canceroso.

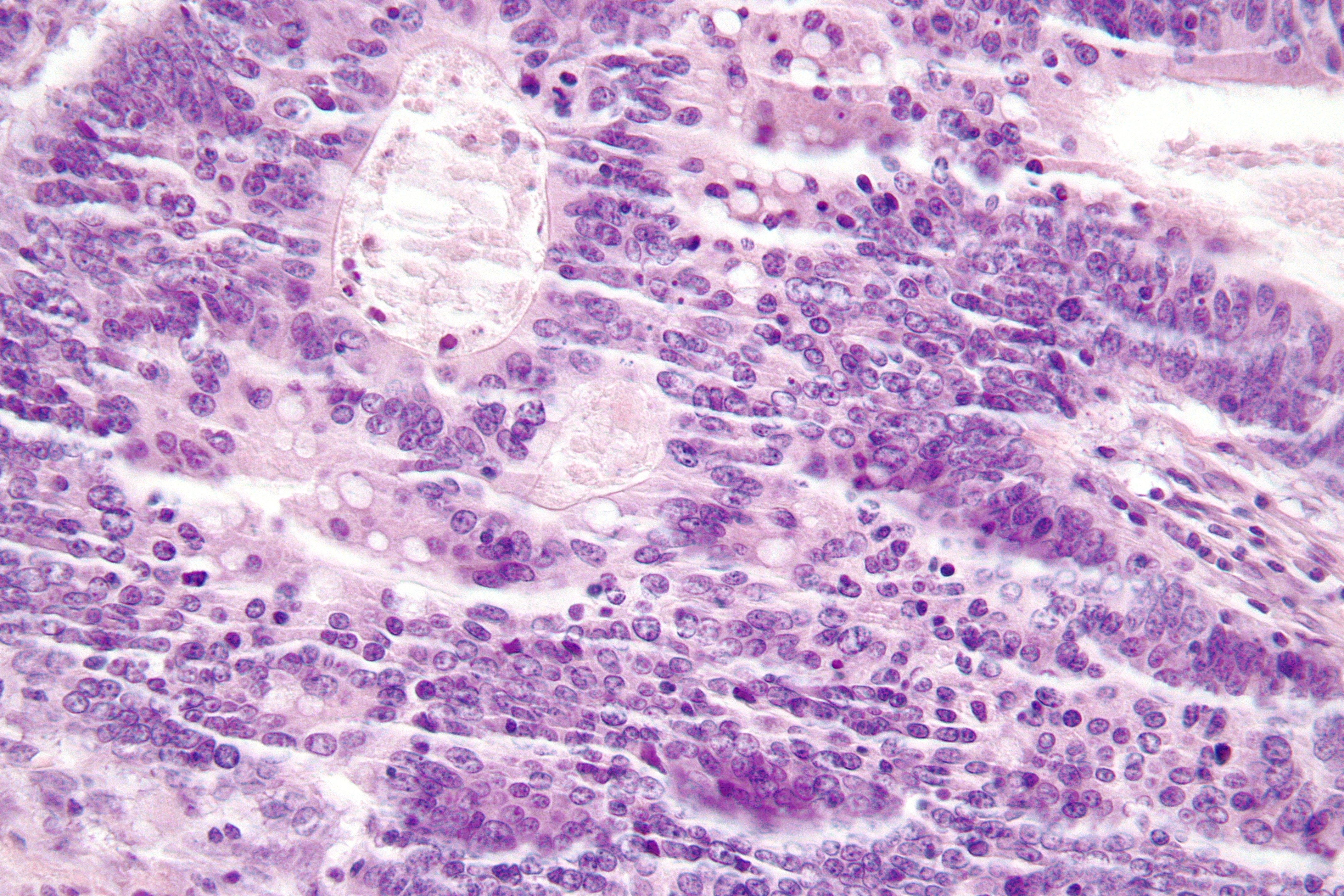
Microfotografía en la que pueden observarse linfocitos infiltrantes de tumor en un caso de cáncer de colon.

Los linfocitos infiltrantes de tumor, también llamados TIL por las iniciales de su denominación en inglés (Tumor-infiltrating lymphocytes), son linfocitos que se encuentran de forma natural en los infiltrados inflamatorios de algunos tumores sólidos. 
La presencia de linfocitos T en muestras de tumores resecados derivados de pacientes que sobreviven durante mucho tiempo, así como las respuestas clínicas a diversas inmunoterapias que los revitalizan, demuestra que los linfocitos T juegan un papel importante en la respuesta del sistema inmune contra tumores malignos, por lo que se están realizando investigaciones para utilizarlos como tratamiento en determinados tipos de cáncer.
Los linfocitos T (o células T) reconocen las células tumorales a través del receptor de células T (TCR), que se une específicamente a péptidos afines presentados por el complejo de antígeno leucocitario humano (HLA) expresado en la superficie de las células tumorales. Los TIL se componen principalmente de subconjuntos de células T CD4+ y CD8+. Las células T CD8+ son los linfocitos T citotóxicos primarios en la respuesta inmune antitumoral, aunque las células T CD4+ (Linfocitos T colaboradores) también han demostrado tener potencial de destrucción tumoral.

## Tratamiento del cáncer
La técnica se basa en recoger muestras del tumor maligno y seleccionar linfocitos T infiltrantes de tumor. Posteriormente se cultivan en el laboratorio para obtener gran número de células, las cuales se activan con citoquinas (específicamente, IL-2) y se administran al paciente por vía intravenosa con la finalidad de que ataquen al cáncer y destruyan las células malignas. Este tipo de tratamiento se está aplicando en ensayos clínicos, sobre todo a pacientes afectos de melanoma metastático avanzado, pero también cáncer de ovario y cáncer de riñón, entre otros, en determinadas circunstancias. Al tratarse de una terapia en fase experimental, no está indicada para uso general en la mayor parte de los pacientes diagnósticados de cáncer. Este tratamiento es una de las variantes de la transferencia adoptiva de linfocitos T (ACT, por sus siglas en inglés), un tipo de inmunoterapia que se está investigando activamente.

## Historia
Alrededor de 1980, el grupo de Steven Rosenberg  en el Instituto Nacional del Cáncer (NCI)  realizó estudios iniciales utilizando células asesinas activadas por linfocinas (LAK en inglés) e interleucina-2 recombinante (rIL-2), en la inmunoterapia adoptiva de pacientes con cánceres avanzados, pudiendo demostrar regresión tumoral en pacientes seleccionados, con resultados comparables a otros estudios que utilizaban inmunoterapia. En estos estudios, las tasas de respuesta más altas se observaron en pacientes con melanoma metastásico y carcinoma de células renales, dos enfermedades resistentes a las formas estándar de terapia. En aquel momento se realizaban también investigaciones concomitantes, con el objetivo de diseñar protocolos de inmunoterapia que pudieran ser más efectivos, pero menos tóxicos que aquellos regímenes LAK / IL-2. En este contexto, experimentación realizada en ratones en el NCI identificó los linfocitos infiltrantes de tumores (TIL) como células tumoricidas que eran más terapéuticas in vivo que las células LAK, y por lo tanto potencialmente útiles en ensayos clínicos.